# Per Ström
Per Lars Erik Ström, född 22 november 1958 i Eskilstuna Klosters församling, Södermanlands län, är en svensk teolog, universitetstjänsteman och kammarherre.

## Biografi
Ström gick ut S:t Eskils gymnasium i Eskilstuna 1977. Han har avlagt filosofie kandidatexamen och avlade 1997 teologie doktorsexamen vid Uppsala universitet.
Han är sedan 1997 verksam som akademiintendent och ceremonimästare vid Uppsala universitet, och sedan 2011 även kammarherre vid Kungliga Hovstaterna.
Ström är inspektor vid Södermanlands-Nerikes nation i Uppsala.

## Utmärkelser i urval
- Konung Carl XVI Gustafs jubileumsminnestecken III
- Konung Carl XVI Gustafs jubileumsminnestecken II
- H.M. Konungens medalj i guld av 8:e storleken i Serafimerordens band (Kon:sGM8mserafb, 2020) för förtjänstfulla insatser vid Ceremonistaten.[5]
- Uppsala universitets Linnémedalj i silver (2007)
- Riddare av Isländska Falkorden (2018)
- Kommendör av Finlands Lejons orden (2024)